# 中西正和
中西 正和（なかにし まさかず、1943年5月16日 - 2000年11月4日）は、日本の計算機科学者。慶應義塾大学理工学部教授
主な業績は、日本のLISP黎明期における処理系の開発、ガーベッジコレクション研究、コンピューター教育など。

## 経歴
- 1966年 慶應義塾大学工学部卒業
- 1967年 慶應義塾大学情報科学研究所のTOSBAC-3400で、KLISPを開発。以後、日本のLISP研究、教育に尽力した。
- 1970年代から、「計算機械論および同実習」として PDP-11 のアセンブラによるプログラミング授業を始める。
- 1974年 理工学部数理工学科の設立に際し、管理工学科から移籍。第一回 Lisp コンテスト を開催。
- 1975年 学位論文「LISP万能関数を基盤とした再帰的関数の評価機能」で慶應義塾大学より工学博士の学位を取得。
- 1980年代から、夏のコンピュータ教室を開催し、慶應義塾の一貫教育校（小中高）の児童・生徒に Logo、C、Pascal、LISP、BASIC、Z80アセンブリ言語などを教える。
- 1980年 APPLE LISPを発表。当時のマイコンでも稼動する本格的でユニークな機構をもつLISP処理系として注目される。
- 1996年 学科改組に伴い情報工学科に移籍。

## 著書
- LISP 入門 システムとプログラミング ISBN 9784844372011
- 記号処理 ISBN 9784254113631
- bit Vol.12 No.14 1980: APPLE LISP
- アセンブリ・プログラミング 6809編 ISBN 9784563007782
- やさしいコンパイラの作り方 ISBN 9784320021358
- ミニコンピュータシステム入門（翻訳）ISBN 978-4563007645

## 趣味
- 歴史年表の作成